# تفاف بصيلي
التِفاف البصيلي  أو الأَثـْيوريزَة البَصَلِيَّة (باللاتينية: Sonchus bulbosus) نوع نباتي يتبع جنس التِفاف من الفصيلة النجمية.

## البيئة والانتشار
موطنه مناطق الوطن العربي المتوسطية وحوض المتوسط.

## مرادفات للاسم العلمي
- (باللاتينية: Leontodon bulbosus L.)
- (باللاتينية: Aetheorhiza bulbosa (L.) Cass.)
- (باللاتينية: Crepis bulbosa (L.) Tausch)
- (باللاتينية: Leontodon bulbosus L.)